# Oreophryne celebensis
Oreophryne celebensis är en groddjursart som först beskrevs av Müller 1894.  Oreophryne celebensis ingår i släktet Oreophryne och familjen Microhylidae. IUCN kategoriserar arten globalt som sårbar. Inga underarter finns listade i Catalogue of Life.